# 單株抗體治療
單株抗體治療（monoclonal antibody therapy）是一種使用單株抗體（mAb）的免疫治療，這個抗體可以單一且特異地結合某些細胞或蛋白質。這類治療的主要目的在刺激患者的免疫系統攻擊這些細胞，或中和這些蛋白的功能，或在放射免疫療法時，針對特定細胞系給于致命級化學劑量的輻射。近年，單株抗體用來和參與T細胞調節的分子結合，以消除阻礙 T 細胞反應的抑制途徑，即利用檢查點抑制劑的檢查點療法。
任何細胞外／細胞表面的靶標都可以找到針對它的單株抗體。目前正在研究和開發，針對疾病（如：類風濕性關節炎、多發性硬化症、阿茲海默症、伊波拉出血熱／Ebola 病毒和各種不同的癌症）的特定抗體。

## 命名法
參考單株抗體命名法，以風濕病常用的生物製劑為例說明。
注意：以下藥物英文名字中的若有「-li(m)-」代表藥物是針對免疫系統的治療，若有「-tu(m)-」代表藥物是針對其它癌症的治療。

### -mu-mab
阿達木單抗（ada-li-mu-mab）和戈利木單抗（go-li-mu-mab）都是抗腫瘤壞死因子的單株抗體，是以基因重組方式製造的人類免疫球蛋白單株抗體。

### -zu-mab
針對抗白介素-6 受體的托珠單抗（toci-li-zu-mab）和針對腫瘤壞死因子的塞妥珠單抗（Certo-li-zu-mab）都是以基因重組方式製造的人類免疫球蛋白單株抗體, 但其中含有至少 5% 的胜肽序列是源自老鼠。

### -xi-mab
針對B细胞細胞表面 CD20 的利妥昔單抗（ri-tu-xi-mab）和針對腫瘤壞死因子的英夫利昔單抗（inf-li-xi-mab）是以基因工程結合人類和老鼠的胜肽序列所製造的人類免疫球蛋白單株抗體, 但其中含有至少 25% 的胜肽序列是源自老鼠。

## 外部連結
- Cancer Management Handbook: Principles of Oncologic Pharmacotherapy （页面存档备份，存于）